# Sonya Klopfer
Sonya Helen Klopfer (* 26. Dezember 1934 in Brooklyn, New York) ist eine ehemalige US-amerikanische Eiskunstläuferin, die im Einzellauf startete.
Klopfer, die von ihrer Mutter nach Sonja Henie benannt wurde, da diese sie verehrte, wurde 1951 US-amerikanische Meisterin im Eiskunstlauf der Damen. Im selben Jahr gewann sie bei ihrer zweiten Weltmeisterschaftsteilnahme die Bronzemedaille hinter der Britin Jeannette Altwegg und der Französin Jacqueline du Bief. Ein Jahr später wurde sie bei der Weltmeisterschaft in Paris Vize-Weltmeisterin hinter du Bief. Bei den Olympischen Spielen 1952 in Oslo belegte sie den vierten Platz.
Nach dem Ende ihrer Amateurkarriere tourte sie mit Ice Capades und Holiday on Ice und gewann die Weltmeisterschaft der Profis 1964. Später heiratete sie den kanadischen Eiskunstläufer und Eiskunstlauftrainer Peter Dunfield und arbeitete als Trainerin. Zu ihren Schülern gehörten Dorothy Hamill, Elizabeth Manley und Scott Smith.

## Ergebnisse
| Wettbewerb / Jahr                | 1950 | 1951 | 1952 |
| -------------------------------- | ---- | ---- | ---- |
| Olympische Winterspiele          |      |      | 4.   |
| Weltmeisterschaften              | 5.   | 3.   | 2.   |
| US-amerikanische Meisterschaften | 2.   | 1.   |      |